# Біле (Алтайський район)
Бі́ле (рос. Белое) — село у складі Алтайського району Алтайського краю, Росія. Адміністративний центр Білівської сільської ради.

## Населення
Населення — 248 осіб (2010; 406 у 2002).
Національний склад (станом на 2002 рік):
- росіяни — 96 %